# Acide 4-vinylbenzoïque
L'acide 4-vinylbenzoïque est un composé organique aromatique de formule brute C9H8O2. Il est constitué d'un cycle benzénique substitué  par un groupe vinyle et une fonction acide carboxylique, ce qui en fait un acide benzoïque. Il se présente sous la forme d'une poudre cristalline blanchâtre presque insoluble dans l'eau.

## Production et synthèse
L'acide 4-vinylbenzoïque peut être préparé à partir de l'acide 4-bromoéthylbenzoïque. Celui-ci est mis à réagir avec la triphénylphosphine pour former l'ylure de phosphore correspondant. Il réagit ensuite avec le méthanal en milieu alcalin par réaction de Wittig pour former le produit final.